# Saison 2011 des Diamondbacks de l'Arizona
La Saison 2011 des Diamondbacks de l'Arizona est la 14e saison en Ligue majeure pour cette franchise.
Les Diamondbacks remportent le cinquième championnat de leur histoire en réalisant l'une des surprises de la saison. Avec 29 victoires de plus qu'en saison 2010, ils passent de la cinquième à la première place dans la division Ouest de la Ligue nationale pour détrôner les Giants de San Francisco. Ils sont éliminés en Séries de divisions par les Brewers de Milwaukee.

## Intersaison

### Cactus League
39 rencontres de préparation sont programmées du 25 février au 30 mars à l'occasion de cet entraînement de printemps 2011 des Diamondbacks.
Avec 12 victoires et 25 défaites, les Diamondbacks terminent quinzièmes et derniers de la Cactus League et enregistrent la quinzième meilleure performance des clubs de la Ligue nationale.

## Saison régulière

### Classement
| Ligue nationale (Division Ouest) | V  | D  | %    | GB  |
| -------------------------------- | -- | -- | ---- | --- |
| Diamondbacks de l'Arizona        | 94 | 68 | .580 | -   |
| Giants de San Francisco          | 86 | 76 | .531 | 8   |
| Dodgers de Los Angeles           | 82 | 79 | .509 | 11½ |
| Rockies du Colorado              | 73 | 89 | .451 | 21  |
| Padres de San Diego              | 71 | 91 | .438 | 23  |

### Résultats
| Légende                   | Légende                  | Légende       |
| victoire des Diamondbacks | défaite des Diamondbacks | match reporté |
| ------------------------- | ------------------------ | ------------- |

#### Mai
| #  | Date    | Adversaire | Score | Victoire     | Défaite       | Sauvetage | Affluence | Bilan |
| -- | ------- | ---------- | ----- | ------------ | ------------- | --------- | --------- | ----- |
| 27 | 1er mai | Cubs       | 3 - 4 | Hudson (2-4) | Coleman (1-2) | Putz (6)  | 26 605    | 12-15 |
| 28 | 3 mai   | Rockies    |       |              |               |           |           |       |
| 29 | 4 mai   | Rockies    |       |              |               |           |           |       |
| 30 | 5 mai   | Rockies    |       |              |               |           |           |       |
| 31 | 6 mai   | @ Padres   |       |              |               |           |           |       |
| 32 | 7 mai   | @ Padres   |       |              |               |           |           |       |
| 33 | 8 mai   | @ Padres   |       |              |               |           |           |       |
| 34 | 10 mai  | @ Giants   |       |              |               |           |           |       |
| 35 | 11 mai  | @ Giants   |       |              |               |           |           |       |
| 36 | 12 mai  | @ Giants   |       |              |               |           |           |       |
| 37 | 13 mai  | @ Dodgers  |       |              |               |           |           |       |
| 38 | 14 mai  | @ Dodgers  |       |              |               |           |           |       |
| 39 | 15 mai  | @ Dodgers  |       |              |               |           |           |       |
| 40 | 16 mai  | Padres     |       |              |               |           |           |       |
| 41 | 17 mai  | Padres     |       |              |               |           |           |       |
| 42 | 18 mai  | Braves     |       |              |               |           |           |       |
| 43 | 19 mai  | Braves     |       |              |               |           |           |       |
| 44 | 20 mai  | Twins      |       |              |               |           |           |       |
| 45 | 21 mai  | Twins      |       |              |               |           |           |       |
| 46 | 22 mai  | Twins      |       |              |               |           |           |       |
| 47 | 24 mai  | @ Rockies  |       |              |               |           |           |       |
| 48 | 24 mai  | @ Rockies  |       |              |               |           |           |       |
| 49 | 25 mai  | @ Rockies  |       |              |               |           |           |       |
| 50 | 26 mai  | @ Rockies  |       |              |               |           |           |       |
| 51 | 27 mai  | @ Astros   |       |              |               |           |           |       |
| 52 | 28 mai  | @ Astros   |       |              |               |           |           |       |
| 53 | 29 mai  | @ Astros   |       |              |               |           |           |       |
| 54 | 30 mai  | Marlins    |       |              |               |           |           |       |
| 55 | 31 mai  | Marlins    |       |              |               |           |           |       |

## Draft
La Draft MLB 2011 se tient du 6 au 8 juin 2011 à Secaucus (New Jersey). Les Diamondbacks ont le troisième et le septième (compensation) choix.

## Affiliations en ligues mineures
| Niveau            | Equipe                  | Ligue                   | Manager           | Vic. | Déf. | Classement |
| ----------------- | ----------------------- | ----------------------- | ----------------- | ---- | ---- | ---------- |
| AAA               | Reno Aces               | Pacific Coast League    | Brett Butler      |      |      |            |
| AA                | Mobile BayBears         | Southern League         | Turner Ward       |      |      |            |
| Advanced A        | Visalia Rawhide         | California League       | Jason Hardtke     |      |      |            |
| A                 | South Bend Silver Hawks | Midwest League          | Mark Haley        |      |      |            |
| A (saison courte) | Yakima Bears            | Northwest League        | Audo Vicente      |      |      |            |
| Rookie            | Missoula Osprey         | Pioneer League          | Hector De La Cruz |      |      |            |
| Rookie            | AZL Diamondbacks        | Arizona League          |                   |      |      |            |
| Rookie            | DSL Diamondbacks        | Dominican Summer League |                   |      |      |            |